# パマ・ニュンガン語族
パマ＝ニュンガン語族（パマ＝ニュンガンごぞく）は、アボリジニの言語の中で最も広汎な言語で、300言語含まれていると推測される。下位語族はオーストラリア北東部のパマ諸語(Pama languages)と南東部のニュンガン諸語(Nyungan languages)で「パマ」「ニュンガン」はそれぞれの言語での「人」という意味である。

## 分類
EvansとMcConvellは、Warlpiri語のように典型的なパマ・ニュンガン諸語は、性(gender)を欠いた従属部標示言語で接辞尾的な言語(suffixing languages)であるが、非パマ・ニュンガンの言語でもTangkic語のようにこの類型に当てはまる言語があり、また、Yanyuwa語のようないくつかのパマ・ニュンガン語族の言語は、主要部標示言語で接頭辞的な言語(prefixing language)であって、複雑な性のシステムをもち、この類型から逸脱していると述べている。

## 再構築
パマ・ニュンガン祖語は、4万年から6万年前以上前からオーストラリア大陸に定住していたとされるアボリジニが過去5000年の間に使用していた言語である。オーストラリア大陸の大部分に広がり、その土地ごとに詳細不明な先パマ・ニュンガン諸語（Pre-Pama-Nyungan languages）からパマ・ニュンガン語族の言語に置き換わったが、文化や儀式の伝播に並行して一つの集団から他の集団へ言語が広まっていったことが可能性として考えられる。各集団間には同語根とみられる言葉に関連性があり、多くの特徴を共有する語群がパマ・ニュンガン祖語の下位言語に存在すると見られ、古代の文化集団どうしの接触による文化の波が複数回来たことを示している。そのため、多くの言語群では語族の系統樹がつくられるが、パマ・ニュンガン語族には枝分かれ式系統樹は適していないという主張をDixonは強調している。

### 語彙
Hale(1982)はパマ・ニュンガンの独特な言葉をリストし、パマ・ニュンガン祖語の再構築のためにpronounsとcase ending(格語尾）を提案したが、EvansとMcConvellはそれらのいくつかのルーツは信じがたいとし、それでもO'GardyとTyronは数百の言語群のセットは明らかに存在する根拠がパマ・ニュンガン語族の地域にくまなく存在し、他地域にはないとした。

### 音韻
以下の表はBarry Alpher(2004)が再構築したパマ・ニュンガン祖語の音韻表である。これらは現在のオーストラリアの言語の音韻に限りなく近い。

#### 母音
|        | 前舌母音 | 後舌母音 |
| ------ | -------- | -------- |
| 狭母音 | i iː     | u uː     |
| 広母音 | a aː     | a aː     |

単語の初めの音節のみ長母音となりストレスがかかる。

#### 子音
|         | en:Peripheral consonant | en:Peripheral consonant | 舌端音 | 舌尖音   | 舌尖音 |
| 両唇音  | 軟口蓋音                | 後部歯茎音              | 歯茎音 | そり舌音 |        |
| ------- | ----------------------- | ----------------------- | ------ | -------- | ------ |
| Plosive | p                       | k                       | c, cʸ  | t        | rt     |
| 鼻音    | m                       | ng                      | ñ      | n        | rn     |
| 側面音  |                         |                         | ʎ      | l        | rl     |
| R音     |                         |                         |        | rr       | r      |
| 半母音  | w                       | w                       | y      |          |        |

パマ・ニュンガン祖語では舌端音を一式しか持っていなかったとされる：現在のパマ・ニュンガン語族の言語に見られる舌端歯音と舌端歯茎硬口蓋音（または硬口蓋音）は子音変化によるものであると説明される。
それでも、歯音であったと予想される歯茎硬口蓋破裂音が見られる言葉が少数あり、それらは*cʸと書く。しかし鼻音*ñʸや 側面音*ʎʸの証拠となるものは存在しない。

## 下位分類
ヨーロッパ人が入植するまで、パマ・ニュンガン語族には約300の言語があり、30ほどの語群に分かれていた。Bowern (2011)の一覧によれば、これらは語群の別によって、同じ言語群にあるのかの証明が難しく、言語数のばらつきがある。また、北欧諸語のように方言と言語の区別が難しい。

### 従来の下位分類
ケープヨーク半島からen:Bass Straitにかけてのイーストコースト
- トレス海峡諸島語 (1)
- パマン諸語 (41)
- イディニ語 (1)
- ダイルバリック諸語 (5)
- マリック諸語 (26)
- ワカ・カビック諸語 (5)
- ドゥルブリック諸語 (5)
- バンジャランギック諸語 (4)
- グムバインギリック諸語 (2)
- アネワン語(Nganyaywanaとも) (1)
- ウィラドゥリ諸語 (中央ニューサウスウェールズ; 内陸のユイン・クリック諸語も含む) (5)
- ユイン・クリック諸語 (14)
- ギプスランド諸語 (5)

メルボルンからパースにかけてのサウスコースト
- Yotayotic (やや内陸) (2)
- Kulinic (13)
- 低地ムライ諸語 (9)
- Thura-Yura (8)
- Mirniny (2)
- Nyungic (SW) (11)

ウェストコースト
- カートゥ諸語 (5)
- カニャラ・マンタータ諸語 (8)
- ンガヤータ諸語 (12)
- マールング諸語 (3)

内陸からパマンにかけての非パマ・ニュンガン諸語
- ングンピン・ヤパ諸語 (10)
- ワルムング語 (1)
- ワールワリック諸語 (5)
- カルカトゥンジック諸語 (2)
- マイ諸語  (7)

上記の4つのグループに囲まれている言語群
- ワティ諸語 (15), 西部の内陸部に広範囲に存在する。
- アランディック諸語 (9), 北中部
- カーニック諸語 (18), 西部
- ヤードリ諸語 (Yarli) (3), 西部
- ムルワリ語 (1)
- バーガンジ語 ,ダーリング内陸の低地ムライ諸語(2)

北部に残存しているパマ・ニュンガン諸語に分類されるであろう語群
- ヨルング諸語 (10)

これらの語群の言語数は暫定的なものであり、多くの言語が適切に記録・整理される前に絶滅してしまった。また、Barranbinja語やlower Burdekin語群のような証明に乏しい絶滅言語は一覧に含まれていない。

### ボワンとアトキンソンの分類
Bowern & Atkinson (2012)はen:Computational phylogeneticsを用い、次の分類を算出した。
- アランディック・トゥラ・ユラ諸語
  - アランディック諸語
  - トゥラ・ユラ諸語
- 砂漠ニュンギック諸語
  - マールング諸語
  - ングンピン・ヤパ諸語
  - ワルムング諸語（旧分類では単一言語とみなされている）
  - ワティ諸語
- カルカトゥンジック諸語
- ガナイ語
- 大マリック諸語
- ググ・ワラ語
- ハーバートリバー諸語
  - ダイルバル諸語
  - ニャワイジック諸語
  - ワーガマイ語
- トレス海峡諸島語
- カーニック諸語
- マクレアイ・ニューイングランド諸語 (Dyangadi)
- ンガルナ諸語
- パマン諸語
- ロックハンプトン・グラッドストン諸語 (Kingkel):  Bayali, Dharumbal
- 東南パマ・ニュンガン諸語
  - ニューサウスウェールズ・パマ・ニュンガン諸語
    - ドゥルバイ・バンジャラング諸語
    - ムルワリック諸語
    - ユイン・クリック諸語

  - 北海岸パマ・ニュンガン諸語
    - グムバインギリック諸語 (Gumbaynggirr, Durubalic, Bandjalangic)
    - ワカ・カビック諸語

  - ビクトリア・パマ・ニュンガン諸語
    - 東部ビクトリア諸語 (ギプスランド諸語, ヨタヨティック諸語)
    - クリン・ブンガンディティ語族
    - 低地ムライ諸語

  - ウィラドゥリ諸語
- 西南パマ・ニュンガン諸語
  - カートゥ・ニャンダ諸語
  - ミルニング諸語
  - ニュンガ諸語
  - ピルバラ諸語 (従来の区分のカニャラ・マンタータ諸語、ンガヤータ諸語)
  - インガーダ語
- ヤーリ・バーガンジ諸語
- イミディル・ヤランジ・イディニック諸語
- ユガンバリック諸語
- ユールング諸語